# Djemongo
Djemongo, ook wel Djenmongo, is een plaats in het district Sipaliwini in Suriname.
Het ligt vanaf Atjoni ongeveer dertig kilometer stroomopvaarts aan de Boven-Surinamerivier, stroomopwaarts ten opzichte van Nieuw-Aurora. Aan de overzijde van de rivier ligt Nazaleti en ertussenin ligt een stroomversnelling,
In Djemongo wonen Saramaccaanse marrons. De nederzetting rond 1980 gesticht door Stanley Abinie, waarbij het aanvankelijk de bedoeling was dat hij gevolgd zou worden door andere leden van de Volle Evangeliekerk. Dit laatste bleef echter uit, waardoor er geen kerk werd gesticht. Ook kwam er geen begraafplaats, waardoor Abinie er na zijn dood in 2012 niet begraven mocht worden.
In Djemongo is het Menimi Eco-resort gevestigd; Menimi betekent herinner mij. Op het terrein staan palmbomen, fruitbomen en bloemen. Tussen de vegetatie zijn vakantiehuisjes gebouwd.
Abenaston · Adawai · Akisiaman · Akwaukondre · Amakakondre · Asenbaso · Asidonhopo · Atjoni · Aurora · Begoeba · Begoon · Bekiokondre · Bendikwai · Bendiwata · Biudoematoe  · Bofokoele · Botopasi · Dan · Dangogo · Daume · Debikè · Deboo · Djemongo · Djoemoe · Duwatra · Foetoenakaba · Gingiston · Goddo · Godowatra · Goejaba · Gran Slee · Grantatai · Gunsi · Heikoenoenoe · Jawjaw · Kaajapati · Kajana · Kambaloea · Kampoe · Koonoo · Kuututen · Ladouanie · Lespansi · Ligorio · Malobi · Malroseekondre · Masiakriki · Moitori · Nazaleti · Nieuw-Aurora · Padalafanti · Pambo Oko · Pikin Slee · Pingpe · Pokigron · Saloebanga · Semoisi · Soolan · Stonhoekoe · Tjaikondre · Toemaripa · Toetoeboeka